# Copainalá
Copainalá (del Náhuatl: Cohuatl, painalli, lan ‘Culebra, corredor, locativo’‘ lugar de las culebras que corrieron’). Es una población del noroeste del estado mexicano de Chiapas, cabecera del municipio del mismo nombre.

## Historia
Copainalá es un pueblo zoque de origen prehispánico, fundado en el siglo XVI por criollos e indígenas, es habitado mayoritariamente en la actualidad por personas mestizas. Cobró notoriedad durante mucho tiempo, debido a que se le identifica como la población de Painalá, que el cronista de la conquista de México, Bernal Díaz del Castillo, señala como el lugar de nacimiento de los padres de Malintzin o la Malinche, de donde serían caciques. Hasta la actualidad, los pobladores de Copainalá sostienen como verdadera dicha tradición. A finales del siglo XV, habría formado parte de un señorío de raíces olmecas, y era importante por ser zona fronteriza e intercambio comercial de las culturas mixe, popoluca, mexica y maya.   
El 5 de marzo de 1925 un decreto del gobernador César Córdova le dio el rango de ciudad.
El 26 de junio de 2023 fue nombrado Pueblo Mágico.

## Geografía
Copainalá se encuentra en el noroeste del estado de Chiapas en una zona de terreno montañoso y accidentado, sus coordenadas geográficas son 17°05′32″N 93°12′33″O / 17.09222, -93.20917, y se encuentra a una altitud de 450 m s. n. m.
Según la clasificación climática de Köppen, el clima corresponde al tipo Am - tropical monzónico).

## Demografía
Cuenta con 7125 habitantes lo que representa un incremento promedio de 0.86% anual en el período 2010-2020 sobre la base de los 6550 habitantes registrados en el censo anterior. Ocupa una superficie de 2.380 km², lo que determina al año 2020 una densidad de 2993 hab/km².
| Gráfica de evolución demográfica de Copainalá entre 2000 y 2020   |
|                                                                   |
| Fuente: Instituto Nacional de Estadística Geografía e Informática |

La población de Copainalá está mayoritariamente alfabetizada (4.63% de personas analfabetas al año 2020) con un grado de escolarización en torno de los 9 años. El 13.22% de la población es indígena.

## Personajes ilustres
- Juan del Grijalva, sacerdote del siglo XVIII, practicó su servicio en Ocozocoautla de Espinosa.
- Luciano Vázquez Pérez, promotor de cultura.
- Rogaciano Hernández Pérez, músico y compositor, autor de la canción que identifica a esta ciudad.
- Luis Hernández, músico tradicional zoque y promotor cultural.
- Cirilo Meza, músico, danzante tradicional zoque y promotor cultural.[9]

## Tradiciones
La mayoría de los habitantes profesan la religión católica, cuenta con 10 templos católicos: San Miguel, que es el patrono del pueblo y su festividad se celebra en el mes de septiembre; San Vicente Ferrer, que es sin duda la feria más grande, donde asisten grupos y artistas internacionales y se celebra en el mes de mayo del 5 al 10; la Inmaculada Concepción que se celebra en el mes de diciembre; La iglesia de San Fabián que se celebra en el mes de enero; la iglesia de San Juan que se celebra en diciembre; La de Santa Cecilia, que se celebra en el mes de noviembre; la de la Santísima Trinidad, que es la iglesia más antigua del pueblo y que se celebra al primer domingo después de Pentecostés; la iglesia de Santa Anna que se celebra en el mes de julio de 24 al 26; San Francisco que se celebra en el mes de octubre, y por último el templo de San Marcos, construido recientemente que se celebra el 25 de abril. Así mismo, la gran tradición del festejo en grande de Semana Santa donde se realiza un gran recorrido de aproximadamente 6 km por las orillas del pueblo. Otra de las tradiciones importantes son el festejo del Día de Muertos, donde las personas de todas las colonias aledañas al pueblo y que tienen sepultados a sus familiares en el panteón municipal, llegan desde la medianoche del día 1.º de noviembre a encender velas, llevándoles flores y ofrendas, como son tamales, naranjas, atole agrio, rompope, panecillos, cacate, y frutos de temporada. Así las personas velan toda la medianoche las velas y para poderse retirar el día 2 como a eso de las 9:00 de la mañana.